# Санча Арагонска
Санча Арагонска (на италиански: Sancia d'Aragona; * 1478, Гаета, Неаполитанско кралство; † 1506, Неапол, пак там) е принцеса на Скуилаче (в Херцогство Калабрия) и графиня на Алвито.

## Произход
Тя е извънбрачна дъщеря на Алфонсо II Неаполитански (* 1448, † 1495), херцог на Калабрия и по-късно за кратко крал на Неапол, и на метресата му Троджа Гацела (* ок. 1460, † 1511). Баща ѝ е най-големият син на краля на Неапол Фердинандо I. 
Има един брат:
- Алфонсо Арагонски (* 1481, † 1500), херцог на Бишелие, княз на Салерно, втори съпруг на Лукреция Борджия.

Има и двама полубратя и една полусестра от брака на баща си с Иполита Мария Сфорца, както и двама полубратя и една полусестра от извънбрачни връзки на баща си.

## Биография

### Брак с Онорато Гаетани
През 1487 г., на 9-годишна възраст, Санча е омъжена за неаполитанския благородник Онорато Гаетани, внук на едноименния му дядо, лоялен на Фердинандо I. Бракът е разтрогнат през 1493 г., макар и вече консумиран, заради политически въпрос.

### Брак с Гофредо Борджия
За да попречи на папа Александър VI да обещае инвеститурата (законното право и божествено одобрение на царуването) над Кралство Неапол на френския крал Шарл VIII, Федерико I Арагонски предлага на папата годежа между извънбрачния му син Гофредо „Джофре“ Борджия и племенницата си Санча, малко по-възрастна от него. На 17 август 1493 г. сватбата се сключва чрез пълномощник. На 7 май 1494 г., след като папската делегация коронясва бащата на Санча като Алфонсо II Неаполитански, между съпрузите има размяна на подаръци. Младият Борджа получава титлите „Принц на Скуилаче“ и „Граф на Кариати“, а Санча получава скъпоценни камъни, перлени колиета, копринени, златни и кадифени брокати. На 11 май епископът на Гравина отпразнува сватбата в параклиса на Кастел Нуово. След обяд двойката си ляга и се провежда церемонията по атестиране на консумацията на брака, в която суверенът на Неапол и кардинал Джовани Борджа участват като свидетели.
Санча, считана за красиво, чувствено и пламенно момиче, скоро покорява младия си съпруг и по този начин започва репутацията си на разпусната жена. Още през юни след сватбата Антонио Гуера, каталунски майстор, който ръководи дома на князете на Скуилаче, трябва да се закълне заедно с различни свидетели, за да отрече слуховете относно двора на князете на Скуилаче (и по-точно този на Санча и нейните дами, пристигнали при папата), потвърждавайки, че в „дома на най-прославения княз на Скуилаче поведението на жените е честно и има толкова ред, че не може да бъде по-добре, и че никой мъж не практикува в стаята на княгинята“.
| Санча и Гофредо Борджа на Диспутът на Св. Катерина Александрийска, Апартамент „Борджа“, Пинтурикио |
| Санча и Гофредо Борджа на Диспутът на Св. Катерина Александрийска, Апартамент „Борджа“, Пинтурикио |

Сватбата бележи началото на разрива между фамилията Сфорца и интересите на папа Александър VI. Папата вече е оженил своите деца на представители на най-знатните семейства в Италия и Испания: Джовани Борджия е женен за Мария Енрикес де Луна – братовчедка на краля на Испания, Джофре е женен за Санча – дъщеря на следващия крал на Неапол, а Лукреция е омъжена за Джовани Сфорца – господар на Пезаро и Градара и братовчед на най-влиятелния принц в Италия, Лудовико Мария Сфорца.
Братът на Санча, Алфонсо, по-късно се жени за сестрата на Джофре – Лукреция Борджия и става неин втори съпруг. Вероятно преди сватбата с Джофре и по време на брака си с него Санча има връзка първо с брат му Джовани Борджия, след това и с другия му брат Чезаре. По-късно има връзка с кондотиера Просперо Колона.

### Пристигане в Рим
По желание на папа Александър VI принцовете на Скуилаче трябва да се върнат в Рим малко след сватбата, но след идването в Италия на френския крал Шарл VIII окупацията на Неаполитанското кралство и последвалите войни двойката отлага събитието. През този период на войни двамата живеят в Скуилаче.
През 1496 г. князете напускат Кралство Неапол, за да заживеят в Рим. На 20 май 1496 г. принцеса Санча и съпругът ѝ Гофредо влизат в Рим през Латеранската порта, придружени от шествие, съставено от дами, пажове и посланици на Кралство Испания, Кралство Неапол, Република Венеция, Херцогство Милано и император Максимилиан. Според заповедите на папата двойката е приветствана от Лукреция Борджия – графиня на Пезаро, която горещо целува както брат си, така и съпругата му. Санча заедно с дамите от своето обкръжение правят благоприятно впечатление на Ватиканския двор и на жителите на Рим заради тяхната красота и чувственост.

### В двора на Борджиите
В Рим Санча става много близка приятелка с Лукреция Борджия и между есента на 1496 и пролетта на 1497 г. става любовница на девер си Чезаре. Изглежда, че новината е потвърдена от Марин Санудо и Йоханес Буркард. По-късно става любовница и на другия си девер Джовани, херцог на Гандия, който се връща в Рим и който по-късно е убит мистериозно на 14 юни 1497 г.
По заповед на папата, на 7 август 1497 г. Санча придружава съпруга си на церемонията по коронацията на Федерико I Неаполитански от Чезаре Борджия в Капуа. В Неапол Чезаре е поразен от сифилис, широко разпространен в града след инвазията на император Карл VIII, но благодарение на грижите на лекаря Гаспаре Торела и на самата княгиня на Скуилаче той преодолява острата проява на болестта.
След завръщането на Чезаре в мирянската държава се заговорва за възможен брак със Санча (Гофредо би трябвало да бъде насочен към църковна кариера вместо по-големия си брат), но Борджиите се стремят към друга принцеса от Арагонското семейство – Карлота, законна дъщеря на суверена на Неапол. Междувременно Чезаре организира брака на сестра си Лукреция с Алфонсо Арагонски, херцог на Бишелие и по-малък брат на Санча. Сватбените преговори между Чезаре и Карлота са възпрепятствани от баща ѝ, който не иска да признае твърде много почести на семейство Борджа. След това Чезаре се жени за Шарлот д'Албре, френска принцеса и сестра на краля на Навара Жан III, сближавайки Борджиите с интересите на Луи XII в Кралство Неапол и Херцогство Милано. Тази размяна на съюзи разтревожва както Санча, така и нейния брат Алфонсо, който бяга от Рим на 2 август 1499 г. Ядосан, папата нарежда на Санча да се върне в Неапол, която след първоначален отказ е принудена да напусне под заплахата да бъде „изхвърлена“ от Светия престол.
След помирението на брат ѝ с папата Санча се завръща в Рим през зимата на 1499 – 1500 г. В Рим Арагонската партия се опитва да върне Александър VI на страната на Неаполитанското кралство, подкрепена от херцога на Бишелие, принцесата на Скуилаче и съответните им съпрузи. Това разтревожва Чезаре Борджия, който вижда, че неговият политически и военен възход е свързан с услугите на краля на Франция.
Периодът на спокойствие приключва на 15 юли 1500 г., когато херцогът на Бишелие е нападнат от убийци и е тежко ранен. Санча и нейната балдъза Лукреция лично се грижат за Алфонсо. Бившият учител на Алфонсо, Рафаело Брандолини Липо, разказва, че на 18 август 1500 г., докато Санча и балдъза ѝ са в стаята на херцога, влиза Микелето Кореля и арестува в тяхно присъствие чичо им и един неаполитански пратеник. Жените протестират срещу случилото се и отиват при папата за справедливост, но междувременно убиецът на служба при херцог Чезаре Борджия удушва Алфонсо, останал сам в леглото. Връщайки се при леглото на херцога, двете момичета намират пазачи на вратата, които им обясняват случилото се, което силно ги разстройва. Херцогът е погребан същата вечер в базиликата „Свети Петър“ и е поставен в параклиса на Дева Мария на треската, както съобщава Йоханес Буркард.

### Лишаване от свобода
След смъртта на брат си и новия брак на Лукреция, която напуска Рим, за да се омъжи за Алфонсо I д’Есте, наследник на Херцогство Ферара, Модена и Реджо, Санча остава във Ватикана със съпруга си. Съжителството с папата обаче се оказва трудно поради непокорния характер на принцесата и нейното поведение, до такава степен че той я затваря в замъка Сант Анджело, за да подчертае подкрепата си за суверена на Франция, който нахлува в Неаполитанското кралство.
По време на затворничеството, започнало през октомври 1502 г., принцесата става любовница за определен период на кардинал Иполито I д’Есте, неин братовчед. През септември 1503 г., след смъртта на папата и началото на упадъка на семейство Борджa, Санча е доведена в Неапол от кондотиера Просперо Колона, комуто е любовница.

### Последни години
В Неапол Санча се грижи за племенника си Родриго Арагонски (и другите малки Борджии), както се е уговорила с Лукреция, с която е в кореспонденция. Санча живее независимо от съпруга си в собствения си дворец: усилията на Чезаре Борджия, пристигнал в Неапол, бягайки от папа Юлий II, да я събере с Гофредо, са безрезултатни. През този период тя има връзка с Фернандес де Кордоба, който арестува Чезаре Борджия през май 1504 г. и го праща в затвор в Испания.
Санча умира без ясна причина в Неапол през 1506 г. на около 28 г. След смъртта ѝ Гофредо се жени повторно за Мария де Мила Арагонска и Вилахермоса, а племенникът ѝ Родриго е поверен на другата му леля Изабела Арагонска и израства в двора на Бари.

## Санча Арагонска в масовата култура
- 1981: тя е един от героите в минисериала на Би Би Си „Борджиите“, базиран на едноименния роман на Сара Брадфорд, като в ролята ѝ е Елинор Дейвид. В тази адаптация нейните извънбрачни връзки се въртят около Чезаре Борджия, въпреки че тя признава, че е имала връзка не само с Джовани, но и с баща им папа Александър VI.
- 2005: героинята на Санча Арагонска е главна в романа на Джийн Калогридрис „В двора на Борджиите“. Книгата е разказана от гледна точка на Санча, с изключение на нейната смърт, спомената в послеслов.[25]
- 2006: тя е един от героите на испанския филм „Лос Борхия“, като в ролята ѝ е Линда Батиста.
- 2011: тя е един от героите на американския сериал „Династията на Борджиите“, като в ролята ѝ е Еманюел Крики. В сериала обаче тя е описана като вече притежаваща титлата „Херцогиня на Скуилаче“ преди брака ѝ с Джофре Борджия. Тя се появява едва през първия сезон и има връзка само с Джовани Борджия.
- 2011: тя е един от героите на европейския сериал „Борджиите“, в който е изиграна от чешката актриса Елишка Кърженкова. Показано е как тя забременява със сина на Джовани Борджия след връзка с него в нощта на брака ѝ с Джофре, въпреки че всъщност никога не е имала деца. Във втория сезон тя се опитва да съблазни Чезаре, предлагайки му да отмени брака ѝ с Джофре, за да може да се ожени за нея, а Джофре да стане кардинал на мястото на Чезаре; също му предлага да убие братовчедка си Карлота Арагонска (която Чезаре се опитва да убеди да се омъжи), за да стане суверен на Неапол, но Чезаре категорично отказва и използва нажежено желязо, за да изгори челото ѝ във формата на кръст.